# Santa Anna de Passarell
Santa Anna de Passarell és la capella de la masia de Passarell, en el terme municipal de Moià, a la comarca del Moianès.
És una capella petita, d'una sola nau, situada enmig dels edificis de la masada de Passarell, al nord-est de la vila de Moià, a la dreta de la riera de Passarell.